# American Mathematical Monthly
L'American Mathematical Monthly è una rivista di matematica fondata da Benjamin Finkel nel 1894, attualmente pubblicata 10 volte all'anno dalla Mathematical Association of America.
È una rivista pensata per una larga fetta di matematici, a partire da laureandi fino ad arrivare ai ricercatori. Sono scelti articoli di ampio interesse, la revisione dei quali è focalizzata sull'esposizione così come sui contenuti. In questo svolge un differente ruolo rispetto alle altre riviste del settore. Dal 1997 è disponibile sul proprio sito web.

## Editori
- 2017- : Susan Colley
- 2012-2016: Scott T. Chapman
- 2007-2011: Daniel J. Velleman
- 2002-2006: Bruce Palka
- 1997-2001: Roger A. Horn
- 1992-1996: John H. Ewing
- 1987-1991: Herbert S. Wilf
- 1982-1986: Paul Richard Halmos
- 1978-1981: Ralph Philip Boas, Jr.
- 1977-1978: Alex Rosenberg and Ralph Philip Boas Jr.
- 1974-1976: Alex Rosenberg
- 1969-1973: Harley Flanders
- 1967-1968: Robert Abraham Rosenbaum
- 1962-1966: Frederick Arthur Ficken
- 1957-1961: Ralph Duncan James
- 1952-1956: Carl Barnett Allendoerfer
- 1947-1951: Carroll Vincent Newsom
- 1942-1946: Lester Randolph Ford
- 1937-1941: Elton James Moulton
- 1932-1936: Walter Buckingham Carver
- 1927-1931: William Henry Bussey
- 1923-1926: Walter Burton Ford
- 1922: Albert Arnold Bennett
- 1919-1921: Raymond Clare Archibald
- 1918: Robert Daniel Carmichael
- 1916-1917: Herbert Ellsworth Slaught
- 1914-1915: Board of editors: C.H. Ashton, R.P. Baker, W.C. Brenke, W.H. Bussey, W.DeW. Cairns, Florian Cajori, R.D. Carmichael, D.R. Curtiss, I.M. DeLong, B.F. Finkel, E.R. Hedrick, L.C. Karpinski, G.A. Miller, W.H. Roever, H.E. Slaught
- 1913: Herbert Ellsworth Slaught
- 1909-1912: Benjamin Franklin Finkel, Herbert Ellsworth Slaught, George Abram Miller
- 1907-1908: Benjamin Franklin Finkel, Herbert Ellsworth Slaught
- 1905-1906: Benjamin Franklin Finkel, Leonard Eugene Dickson, Oliver Edmunds Glenn
- 1904: Benjamin Franklin Finkel, Leonard Eugene Dickson, Saul Epsteen
- 1903: Benjamin Franklin Finkel, Leonard Eugene Dickson
- 1894-1902: Benjamin Franklin Finkel, John Marvin Colaw